# West Dorset (circonscription du Parlement britannique)
Circonscription parlementaire de la Chambre des communes
La circonscription de West Dorset est une circonscription électorale anglaise située dans le Dorset, et représentée à la Chambre des communes du Parlement britannique.

## Géographie
La circonscription comprend :
- Les villes de Dorchester, Bridport, Sherborne et Beaminster
- Le village de Cerne Abbas

## Députés
Les Members of Parliament (MPs) de la circonscription sont :
| Législature | Années       | Député          | Député            | Parti        |
| ----------- | ------------ | --------------- | ----------------- | ------------ |
| West Dorset |              |                 |                   |              |
| 23e         | 1885–1886    |                 | Henry Farquharson | Conservateur |
| 24e         | 1886–1892    |                 | Henry Farquharson | Conservateur |
| 25e         | 1892–1895    |                 | Henry Farquharson | Conservateur |
| 25e         | 1895-1895    | Robert Williams |                   | Conservateur |
| 26e         | 1895–1900    | Robert Williams |                   | Conservateur |
| 27e         | 1900–1906    | Robert Williams |                   | Conservateur |
| 28e         | 1906–1910    | Robert Williams |                   | Conservateur |
| 29e         | 1910–1910    | Robert Williams |                   | Conservateur |
| 30e         | 1910–1918    | Robert Williams |                   | Conservateur |
| 31e         | 1918–1922    | Robert Williams |                   | Conservateur |
| 32e         | 1922–1923    | Philip Colfox   |                   | Conservateur |
| 33e         | 1923–1924    | Philip Colfox   |                   | Conservateur |
| 34e         | 1924–1929    | Philip Colfox   |                   | Conservateur |
| 35e         | 1929–1931    | Philip Colfox   |                   | Conservateur |
| 36e         | 1931–1935    | Philip Colfox   |                   | Conservateur |
| 37e         | 1935–1941    | Philip Colfox   |                   | Conservateur |
| 37e         | 1941-1945    | Simon Digby     |                   | Conservateur |
| 38e         | 1945–1950    | Simon Digby     |                   | Conservateur |
| 39e         | 1950–1951    | Simon Digby     |                   | Conservateur |
| 40e         | 1951–1955    | Simon Digby     |                   | Conservateur |
| 41e         | 1955–1959    | Simon Digby     |                   | Conservateur |
| 42e         | 1959–1964    | Simon Digby     |                   | Conservateur |
| 43e         | 1964–1966    | Simon Digby     |                   | Conservateur |
| 44e         | 1966–1970    | Simon Digby     |                   | Conservateur |
| 45e         | 1970–1974    | Simon Digby     |                   | Conservateur |
| 46e         | 1974–1974    | Jim Spicer      |                   | Conservateur |
| 47e         | 1974–1979    | Jim Spicer      |                   | Conservateur |
| 48e         | 1979–1983    | Jim Spicer      |                   | Conservateur |
| 49e         | 1983–1987    | Jim Spicer      |                   | Conservateur |
| 50e         | 1987–1992    | Jim Spicer      |                   | Conservateur |
| 51e         | 1992–1997    | Jim Spicer      |                   | Conservateur |
| 52e         | 1997–2001    | Oliver Letwin   |                   | Conservateur |
| 53e         | 2001–2005    | Oliver Letwin   |                   | Conservateur |
| 54e         | 2005–2010    | Oliver Letwin   |                   | Conservateur |
| 55e         | 2010–2015    | Oliver Letwin   |                   | Conservateur |
| 56e         | 2015–2017    | Oliver Letwin   |                   | Conservateur |
| 57e         | 2017–2019    | Oliver Letwin   |                   | Conservateur |
| 58e         | 2019–Présent | Chris Loder     |                   | Conservateur |